# Wasted Penguinz
Wasted Penguinz är en svensk hardstyle-dj, tidigare en duo, från Helsingborg, som består av Pontuz Bergman (född 1988) och tidigare Jon Brandt-Cederhäll (född 1989). De började producera musik tillsammans 2006 efter att de hade mötts på ett forum. Jon Brandt-Cederhäll lämnade Wasted Penguinz 11 februari 2020 på grund av personliga skäl.
Till en början producerade de eurotrance, men de beslutade sig för att övergå till hardstyle 2008. Efter att ha givit ut två singlar på Bazz Implant Records 2008 fick de 2010 skivkontrakt med det stora nederländska skivbolaget Scantraxx. De gav ut den första singeln på etiketten Scantraxx Silver den 18 juni samma år, med låtarna I'm Free och Anxiety, och den andra singeln i oktober med låtarna Hate Mondayz och Resistance.
Alla låtar som Wasted Penguinz gav ut med Scantraxx under 2010 nådde in på listan "Hardstyle Top 100 of 2010" på internetradiokanalen Fear.fm, som bäst på elfte plats med Resistance. De vann priset "Best New Face" ("Bästa nya ansikte") från Fear.fm.
2012 gick Pontuz Bergman ut med att Wasted Penguinz hade lämnat Scantraxx på sin facebook. Den 24 juni 2014 skrev duon ett kontrakt med skivbolaget Dirty Workz.
Den 11 februari 2020 gick duon ut med att Jon Brandt-Cederhäll lämnar gruppen.

## Diskografi

### 2022
- City Lights

### 2021
- Sacrifice
- FKN Alcoholics
- Without You

### 2020
- Life Support
- I'm Still Here
- Another High
- Perspective

### 2019
- Lighthouse
- Heroine
- FML

### 2018
- The Lights
- Euphoria
- Losing Myself
- Melancholia
- Stranger Things
- Nowhere To Be Found
- Not That Easy
- Escape
- Simulation
- Afterlife
- Evergreen
- Wide Awake
- OMG!
- A Lifetime Of Memories
- This Is The One

### 2017
- Heaven
- Scandinavia

### 2016
- It's Our Moment
- Black & White
- Take Me Away
- Rise
- Clarity
- Los Angeles
- Depersonalization
- Space
- Make It One Day
- Locked Out
- Magic
- It's All Gone
- Brightest Days
- Save Me

### 2015
- Drop Like This
- Free Fall
- Paradise is lost
- Bitterness
- I love you
- Inner Peace
- One Day
- Univerze
- Fkn Alcoholics
- End Like This

### 2013
- All For Nothing
- Wait For You
- F*ck Yea!

### 2012
- Freedom Is Me
- Within
- Your Moment
- Activated

### 2011
- Crea Diem
- Follow Your Dreamz
- Play the Game
- Forever Today
- Melancholia
- Far From Reality
- Stay Alive
- Circle of Life

### 2010
- Anxiety
- Resistance
- Din mamma
- Hate Mondayz
- I'm Free